# Adelhard Roidinger
Adelhard Roidinger, avstrijski jazzovski kontrabasist, skladatelj in računalniški grafični oblikovalec, * 28. november 1941, Windischgarsten, Avstrija, † 22. april 2022.
Kot jazzovski kontrabasist je sodeloval s številnimi izvajalci, kot so Joachim Kühn, Eje Thelin, Karl Berger, Hans Koller, Gerd Dudek, Branislav Lala Kovačev, Albert Mangelsdorff, Yosuke Yamashita, Anthony Braxton in Tone Janša. Deloval je kot profesor na Tehniški univerzi v Gradcu in na Zasebni univerzi Antona Brucknerja v Linzu.

## Kariera
Roidinger prihaja iz glasbene družine. Najprej se je učil igranja klavirja, potem pa še violine in kitare. Ko je bil star 16 let je pričel z učenjem kontrabasa. Med letoma 1960 in 1967 je študiral arhitekturo na Tehniški univerzi v Gradcu, vzporedno pa je na Visoki šoli za glasbo in uprizoritvene umetnosti Gradec študiral kontrabas pri prof. Böhmu in jazz kompozicijo pri prof. Janezu Gregorcu.
Od leta 1969 je Roidinger kot kontrabasist najprej sodeloval z Joachimom Kühnom in Ejom Thelinom, zatem s Karl Berger, med letoma 1971 in 1975 pa je sodeloval v skupini Hans Koller Free Sound. Z Alanom Skidmorom, Gerdom Dudkom in Branislavom Lala Kovačevom je ustanovil zasedbo European Jazz Consensus. Zasedba je posnela nekaj albumov, med drugim albuma Four for Slavia in Memory Rise. S Kovačevom, Allanom Praskinom in Johnom D. Thomasom je nato ustanovil zasedbo International Jazz Consensus. Sodeloval je tudi s skupino Austria3, ki je predstavljala jedro pri snemanju njegovega albuma za založbo ECM Records, Schattseite, je nastopal s Harryjem Peplom in Wernerjem Pirchnerjem. Poleg tega je sodeloval še z jazzovskimi izvajalci, kot so Herbert Joos, Albert Mangelsdorff, Yosuke Yamashita, George Russell, Maria João, Anthony Braxton, Tone Janša in Melanie Bong. Z Janšo je sodeloval na več festivalih in tudi pri njegovi plošči Goa, ki je izšla pri Jugotonu leta 1983. Z Janševim kvartetom je nastopil tudi s Freddiejem Hubbardom, sodeloval pa je tudi v Janševem kvintetu, ki ga je dopolnjeval še ameriški trobentač Lee Harper.
Po dodatnem izobraževanju na IRCAM v Parizu, se je njegovo polje ustvarjanja prestavilo h koncertom s simfoničnimi orkestri in solističnimi koncerti z računalniškimi in vizualnimi komponentami.
Potem ko je delal kot docent za kibernetično oblikovanje na Tehniški univerzi v Gradcu, je Roidinger pričel poučevati na Zasebna univerza Antona Brucknerja za glasbo, dramo in ples v Linzu. Od leta 1988 je bil direktor tamkajšnjega jazz oddelka, leta 1994 pa je postal direktor glasbenega in medijskega oddelka iste univerze. Poučeval je tudi na Visoki šoli za glasbo in uprizoritvene umetnosti Gradec. Leta 1980 je napisal učbenik za kontrabas, leto zatem za bas kitaro, leta 1984 pa je objavil publikacijo o jazz improvizaciji in pentatonični lestvici.

## Nagrade in priznanja
Leta 1988 je prejel kompozicijsko Nagrado Ernsta Korefa za svojo računalniško kompozicijo Siamesic Sinfonia.

## Izbrana diskografija
- With Silence (1973) - s Karlom Bergerjem, Masahikom Satom in Allenom Blairmanom
- Kunstkopfindianer (1974) - s Hansom Kollerjem, Wolfgangom Daunerjem, Zbigniewom Seifertom in Januszem Stefanskim
- Inner Space (1977) - z Yosukom Yamashitom
- Austria Drei (1980) - z Wernerjem Pirchnerjem, Harryjem Peplom in Toddom Canedyjem
- Schattseite (1982)
- Computer & Jazz Project I (1984)
- Lines (1994) - z Ursom Leimgruberjem in Fritzem Hauserjem
- Parusia (2019) - z Andyjem Lumppom

### Erich Kleinschuster Sekstet
- Erich Kleinschuster Sextett (1972)

### Tone Janša Quartet
- Goa (1983)
- Impressions in Linz (2011)

### Hans Koller Free Sound
- Phoenix (1973)
- Nome (2017)

### European Jazz Consensus
- Four for Slavia (1978)

### International Jazz Consensus
- Beak to Beak (1981)